# Massa Martana
Massa Martana is een gemeente in de Italiaanse provincie Perugia (regio Umbrië) en telt 3745 inwoners (31-12-2004). De oppervlakte bedraagt 78,2 km², de bevolkingsdichtheid is 48 inwoners per km².

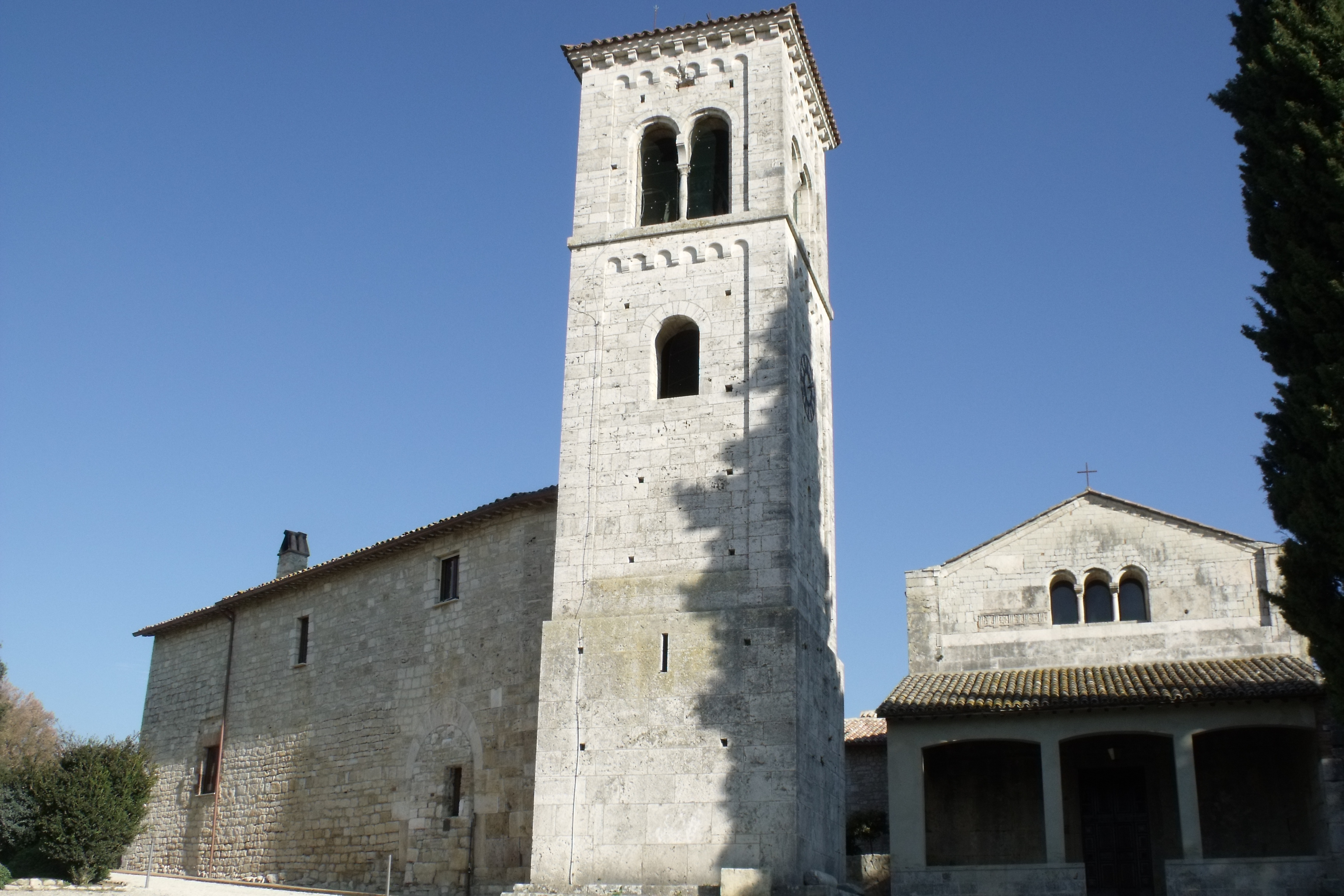
Abdij van San Faustino
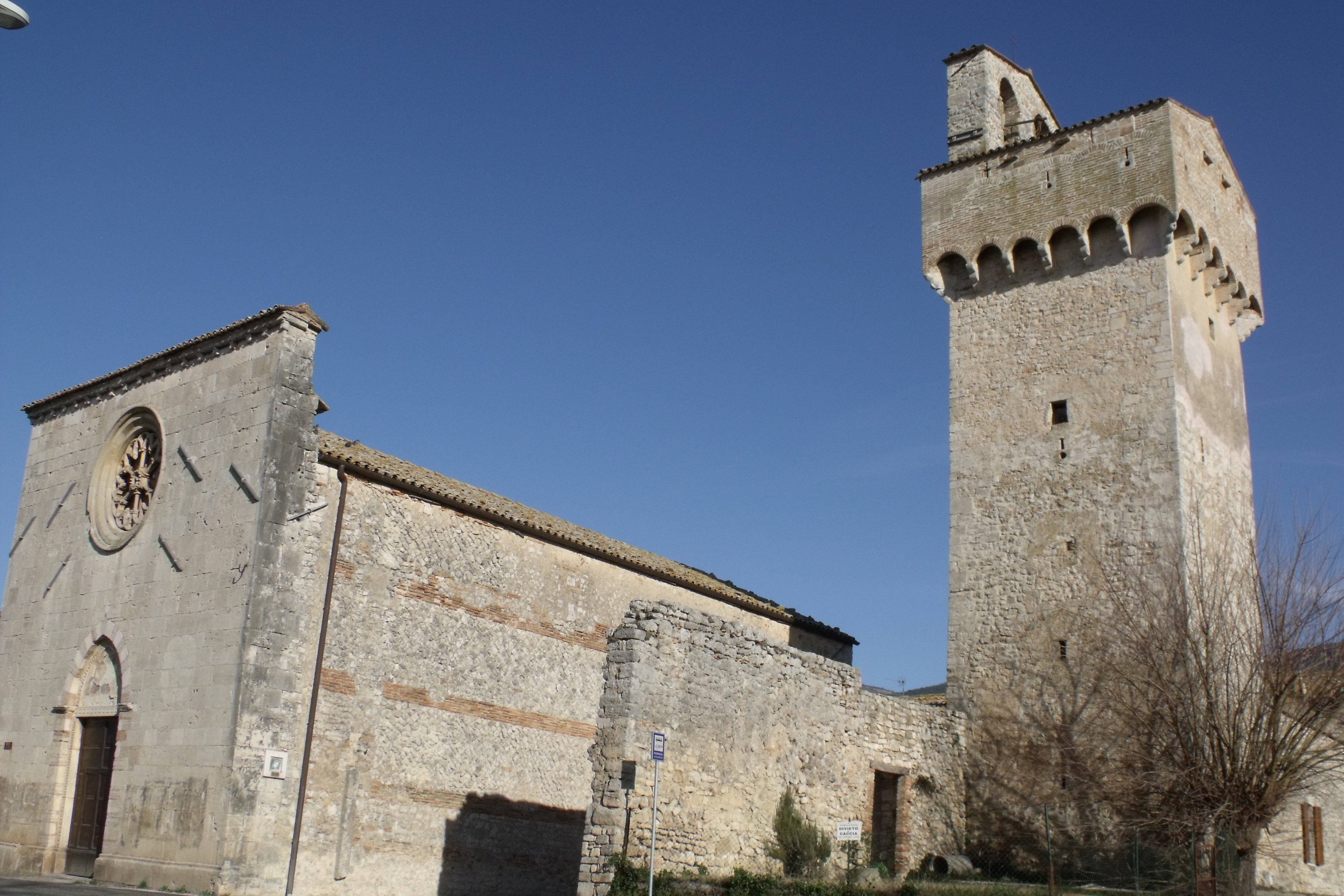
Santa Maria Pantano, Massa Martana
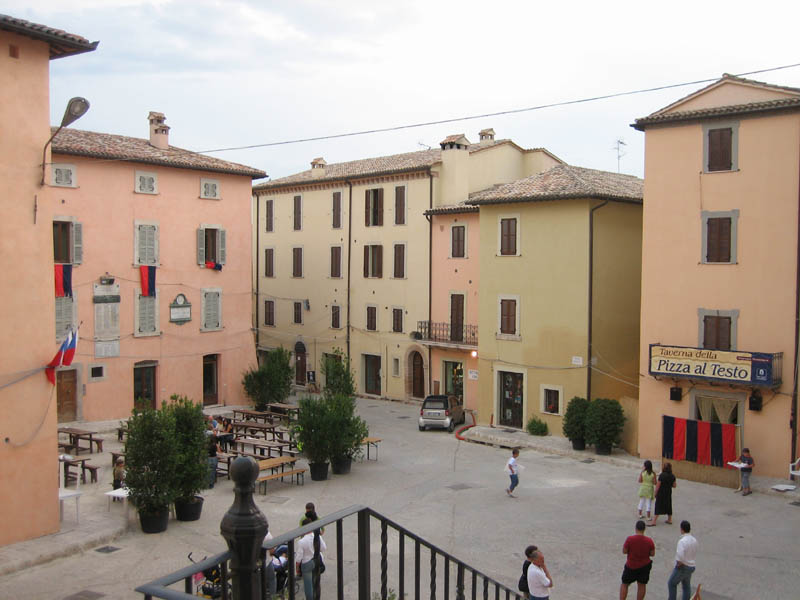
Straat in Massa Martana

## Demografie
Massa Martana telt ongeveer 1435 huishoudens. Het aantal inwoners daalde in de periode 1991-2001 met 2,2% volgens cijfers uit de tienjaarlijkse volkstellingen van ISTAT.
| Jaar | Inwoneraantal |
| ---- | ------------- |
| 1991 | 3622          |
| 2001 | 3541          |

## Geografie
De gemeente ligt op ongeveer 351 m boven zeeniveau.
Massa Martana grenst aan de volgende gemeenten: Acquasparta (TR), Giano dell'Umbria, Gualdo Cattaneo, Spoleto, Todi.